# 몬텔라니코
몬텔라니코(이탈리아어: Montelanico)는 이탈리아 라치오주 로마현에 위치한 코무네다. 로마로부터 남동쪽 50km 거리에 있다.